# Palestinas damlandslag i volleyboll
Palestinas damlandslag i volleyboll representerar Palestina i volleyboll på damsidan. Laget kom tia i WAVA-mästerskapen 2022.